# Bisalhães keramika
Bisalhães je jedinstvena vrsta portugalske keramike koja se tradicionalno proizvodi u istoimenom selu na južnim padinama župe Mondrões, općine Vila Real u Portugalu. Dizajnirana kao ukrasna, ali i za kuhanje, ona odražava mnoge generacije razvoja znanja i umijeća lončarstva, zbog čega je proces proizvodnje Bisalhães crne keramike upisan na UNESCO-ov popis nematerijalne svjetske baštine u Europi 2016. godine.
Ovaj tradicionalni obrt, koji se nalazi na grbu sela, važan je dio identiteta zajednice, a stare metode i danas se koriste za stvaranje komada nalik onima iz prošlosti. Najraniji zapis aktivnog lončara u Bisalhãesu je zapis vjenčanja između žene iz Bisalhaea i lončara iz Gondara 1709. god.
Nekoliko koraka je uključeno u izradu crne keramike. Prvo se zemlja razbije drvenim čekićem u kamenom koritu. Nakon što je zgnječena, glina se smješta u gumno, gdje se suši na suncu. Potom se prosije i doda voda, nakon čega se umiješa u kašu, formira, definira pomoću različitih daščica i glatkim šljunkom. Na koncu se ukrašava pomoću štapa i napokon ispeče u peći koja je iskopana u zemlji (soenga). Crna boja se dobiva tako da što se posude stavljaju u pećnicu koja je prekrivena zelenim grančicama borova ili mahovinom, koja se zatim zapali i prekriva blatom tako da ne ispušta dim. Postoji nekoliko vrsta keramike: churra (gruba, crna i bez sjaja), gogada ili luksuzna keramika (profinjena i besprijekorna), te minijature.
Podjela rada vremenom se razvila s fizički zahtjevnom pripremom gline koja je dodijeljena muškarcima, dok žene uglavnom uglavnom ukrašavaju lonce.
Ova vještina se prenosi gotovo isključivo preko srodstva, a njezina budućnost je u opasnosti zbog smanjenja broja nositelja, tj. manjeg interesa mladih naraštaja da nastave tradiciju i opće potražnje za industrijskim alternativama. Osim toga, glina koja se koristi u procesu dobiva se iz lokalnih tvornica keramike umjesto da se izvlači iz jama kao nekada. Zbog toga je proces proizvodnje Bisalhães crne keramike 2016. godine upisan i na popis nematerijalne svjetske baštine za hitnu zaštitu.

## Vanjske poveznice
- UNESCO video primjer (port.)
- Bisalhães: the clay that pulses at the rhythm of Vila Real  Arhivirana inačica izvorne stranice od 14. rujna 2018. (Wayback Machine) (engl.)